# Rawy-Gaczkowo
Rawy-Gaczkowo – wieś sołecka w Polsce położona w województwie mazowieckim, w powiecie ostrowskim, w gminie Zaręby Kościelne.
W latach 1975–1998 miejscowość administracyjnie należała do województwa łomżyńskiego.
Obok miejscowości przepływa niewielka rzeka Brok Mały, dopływ Broku.
Wierni Kościoła rzymskokatolickiego należą do parafii św. Stanisława Biskupa i Męczennika w Zarębach Kościelnych.